# Sfântul Astius
Sfântul Astius (a murit în 117) a fost un martir creștin din secolul al II-lea, venerat de către Biserica Romano-Catolică și Biserica Ortodoxă. El a fost episcop de „Dyrrhachium” unde este acum Durrës în Albania. Potrivit legendei, el a fost arestat de către Agricolaus, guvernatorul roman de Dyrrachium, și a fost torturat în jurul anului 98 pentru că a refuzat să se închine zeului Dionis. El a fost crucificat în timpul persecuției creștinilor sub împăratul roman Traian. Un alt grup de sfinți: Peregrinus, Gennanus, Lucian, Pompeius, Isihie, Papius și Saturninus, au fost uciși, deoarece au simpatizat cu Astius.